# Morioka

Morioka dans la préfecture d'Iwate.

Morioka (盛岡市, Morioka-shi) est une ville japonaise fondée officiellement le 1er avril 1889. Ancienne capitale de la province Nambu, elle est aujourd'hui la capitale de la préfecture d'Iwate et l'une des villes les plus actives du Tōhoku. L'arrivée du shinkansen en 1982 n'a fait qu'accroître son dynamisme.

## Géographie

### Situation
La ville de Morioka est située au centre de la région de Tōhoku, dans la préfecture d'Iwate, sur l'île de Honshū, au Japon.

### Municipalités limitrophes
| Hachimantai         | Iwate   | Kuzumaki         |
| Takizawa            | Morioka | Iwaizumi         |
| Shizukuishi, Yahaba | Shiwa   | Miyako, Hanamaki |

### Démographie
Au 1er octobre 2018, sa population est estimée à 294 047 habitants, pour une superficie totale de 886,47 km2.

### Hydrographie
Morioka s'étend dans le bassin versant du fleuve Kitakami, le plus long cours d'eau de la région de Tōhoku, qui traverse la ville. Deux autres cours d'eau traversent Morioka : les rivières Shizukuishi (雫石川) et la Nakatsu (中津川). 

### Topographie
Le mont Iwate (2 038 m) est situé au nord-ouest de Morioka.

### Climat
Morioka a un climat continental froid et humide caractérisé par des étés chauds et courts et des hivers longs et froids avec de fortes chutes de neige. La température annuelle moyenne est de 10,2 °C. Les précipitations annuelles moyennes sont de 1 314 millimètres, juillet étant le mois le plus humide

## Histoire
Autrefois, l'actuel site de Morioka et ses environs faisait partie de territoires du peuple Emishi (ou Aïnus). En 803, Sakanoue no Tamuramaro, qui avait pour mission de conquérir et pacifier le nord du Japon, fit construire le fort de Shiwa (志波城, Shiwa-jô), il ne s'agissait pas encore d'un vrai château), et la région passa petit à petit sous le contrôle de la classe dirigeante de la cour de Heian.
À la fin de la période Heian, Morioka était sous le contrôle du clan d'Oshū Fujiwara (奥州藤原), implanté à Hiraizumi (平泉), à une cinquantaine de kilomètres au sud de Morioka. Le Clan fut anéanti par le shogun Minamoto no Yorimoto, et le clan d'Oshū Kudō (奥州工藤) lui succéda. Pendant la période de Muromachi, le clan Nambu (南部) étendit son territoire en partant du nord et construisit le château de Kozukata　(不来方城), qui changera son nom en « Morioka » au cours du XVIIe siècle. Officiellement la future Morioka fut fondée en 1597 par Nobunao, le 26e daimyo du clan Nambu, en tant que jōkamachi ou « ville au pied du château ». En 1655, le fief de Nanbu a été divisé en deux clans, celui de Morioka et celui de Hachinohe. Le nom Morioka a connu une modification graphique en 1683 de 盛岡 en 森岡, alors que déjà 36 000 personnes y habitaient, mais ce sera finalement la première graphie 盛岡 qui sera acceptée pour désigner la ville.  
Pendant la guerre du Boshin (戊辰戦争, boshin sensō), Morioka conclura des alliances avec les clans restés fidèles au gouvernement shogunal d'Edo — notamment avec le fief d'Aizu (会津藩) —  et combattra contre les armées des clans ayant fait le choix de soutenir l'empereur Meiji.
En 1870, le fief de Morioka (盛岡藩= sera renommé en préfecture de Morioka (盛岡県, Morioka-ken) qui, deux ans plus tard, deviendra la préfecture d'Iwate (岩手県, Iwate-ken). Le château de Morioka sera démantelé en 1874. L'école Iwate shihan (岩手師範学校), la future université d'Iwate, sera ouverte en 1876, à la suite de la venue de l'empereur Meiji.

## Économie

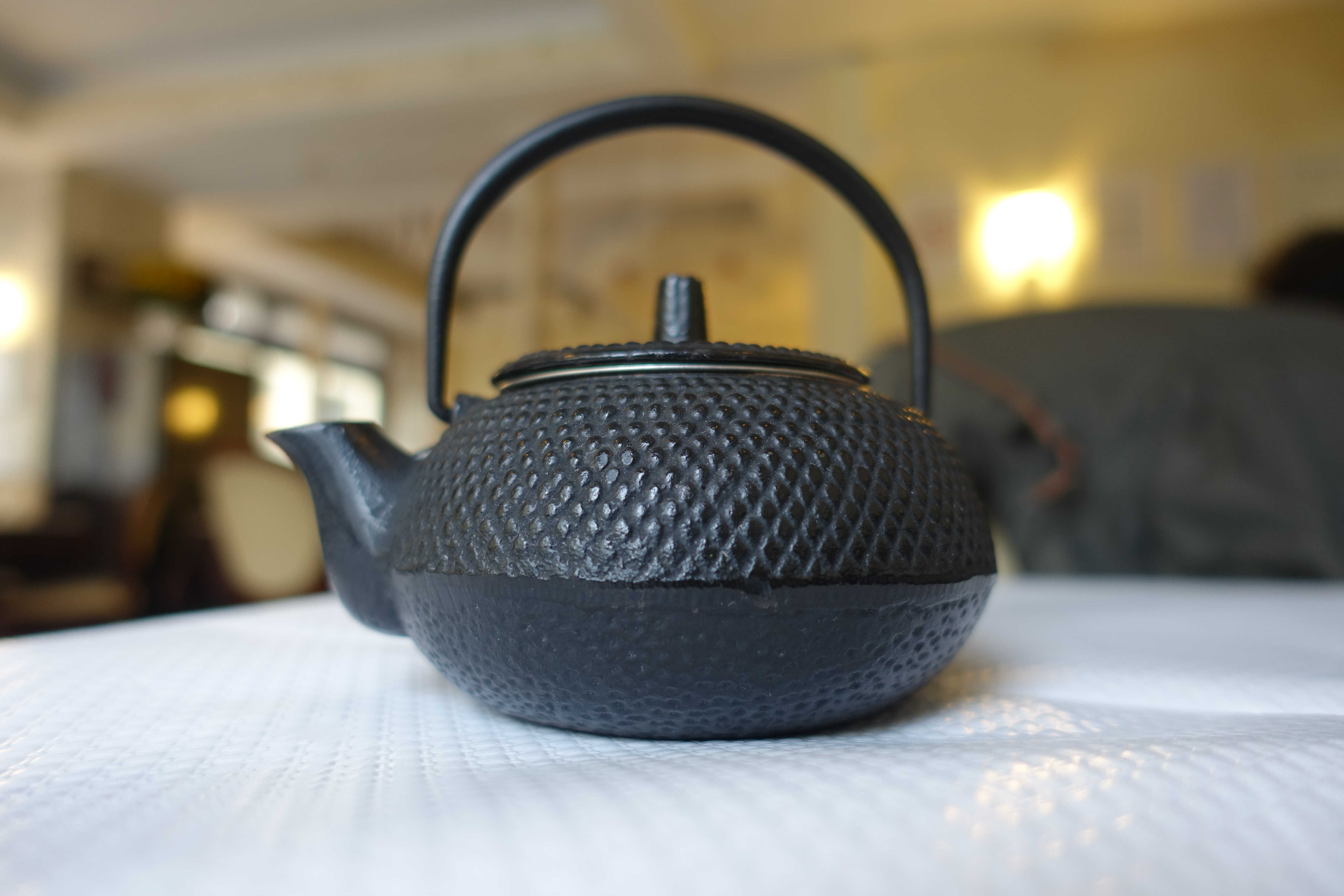
Théière en fonte de Morioka.

L'une des productions les plus connues de Morioka est la fonte traditionnelle (Nambu tekki 南部鉄器), depuis le XVIe siècle. Déjà à l'époque d'Edo, les ustensiles de fer, particulièrement les bouilloires et les marmites, faisaient la réputation de la ville. La technique de tatarafuki 鈩吹き, enrichissement en oxygène à l'aide d'énormes soufflets, permettait d'obtenir un acier de très grande qualité. Ces produits se vendent aujourd'hui au Japon et dans le monde entier.
Rien que pour l'Europe de l'Ouest, le chiffre d'affaires annuel de l'entreprise de fonte artisanale Iwachū 岩鋳 dépasse les 200 000 000 yen (soit un peu plus 1,4 million d'euros). À la demande de la maison de thé française Mariage Frères, des théières bleu marine ont été créées dans le milieu des années 1970 et les ventes en Occident ont décollé. Plusieurs coloris ont suivi peu après : rouge Ferrari pour l'Italie, gris dauphin pour l'Allemagne, qui eurent aussi un grand succès. Désormais, en tant que produit de luxe dans le monde du thé, on trouve partout en Europe et en Amérique du Nord des théières en fonte de Morioka.
Morioka est aussi connue pour ses activités de tissage et de teintures Nambu kodai katazome 南部古代型染 et shikonzome 紫紺染, ses magnifiques laques Hidehira-nuri 秀衡漆 et Jōbōji-nuri　浄法寺漆, ses poupées en bois kokeshi 小芥子, et ses céramiques de Kokuji, kokuji-yaki 小久慈焼.

## Éducation
La ville compte plusieurs universités nationale et privées : l'université d'Iwate fondée en 1876, le CHU dentaire d'Iwate (岩手医科大学) fondé en 1901, l'université préfectorale d'Iwate (岩手県立大学) fondée en 1998, l'université de Morioka (盛岡大学) fondée en 1981, et l'école d'infirmières d'Iwate (岩手看護短期大学) fondée en 1990. L'auteur Kenji Miyazawa (1893–1933) étudia de 1915 à 1918 à l'école d'agriculture de Morioka (盛岡高等農林学校, Morioka kōtō nōrin gakkō), future Faculté d'agriculture de l'université d'Iwate.
Morioka possède aussi 22 lycées : neuf établissements publics dans la ville et cinq en proche banlieue, ainsi que huit établissements privés. Noter que le lycée préfectoral de Kozukata (岩手県立不来方高等学校, Iwate kenritsu Kozukata kōtō gakkō), propose le français en LV1, chose rare au Japon où l'anglais est en général privilégié.

## Transports
À l'origine, la gare de Morioka était le terminus nord de la ligne Shinkansen Tōhoku. En 2002, la ligne fut étendue jusqu'à Hachinohe puis jusqu'à Aomori. Pourtant la gare a conservé son rôle important au sein du trafic dans le nord du Tōhoku, car elle continue à être le point névralgique d'acheminement de nombreux produits frais (fruits, légumes et fruits de mer) vers Tokyo. La ligne Shinkansen Akita passe également par cette gare.
Morioka est desservie par les routes nationales 4, 46, 106, 282, 396 et 455.

## Culture locale et patrimoine

### Patrimoine architectural

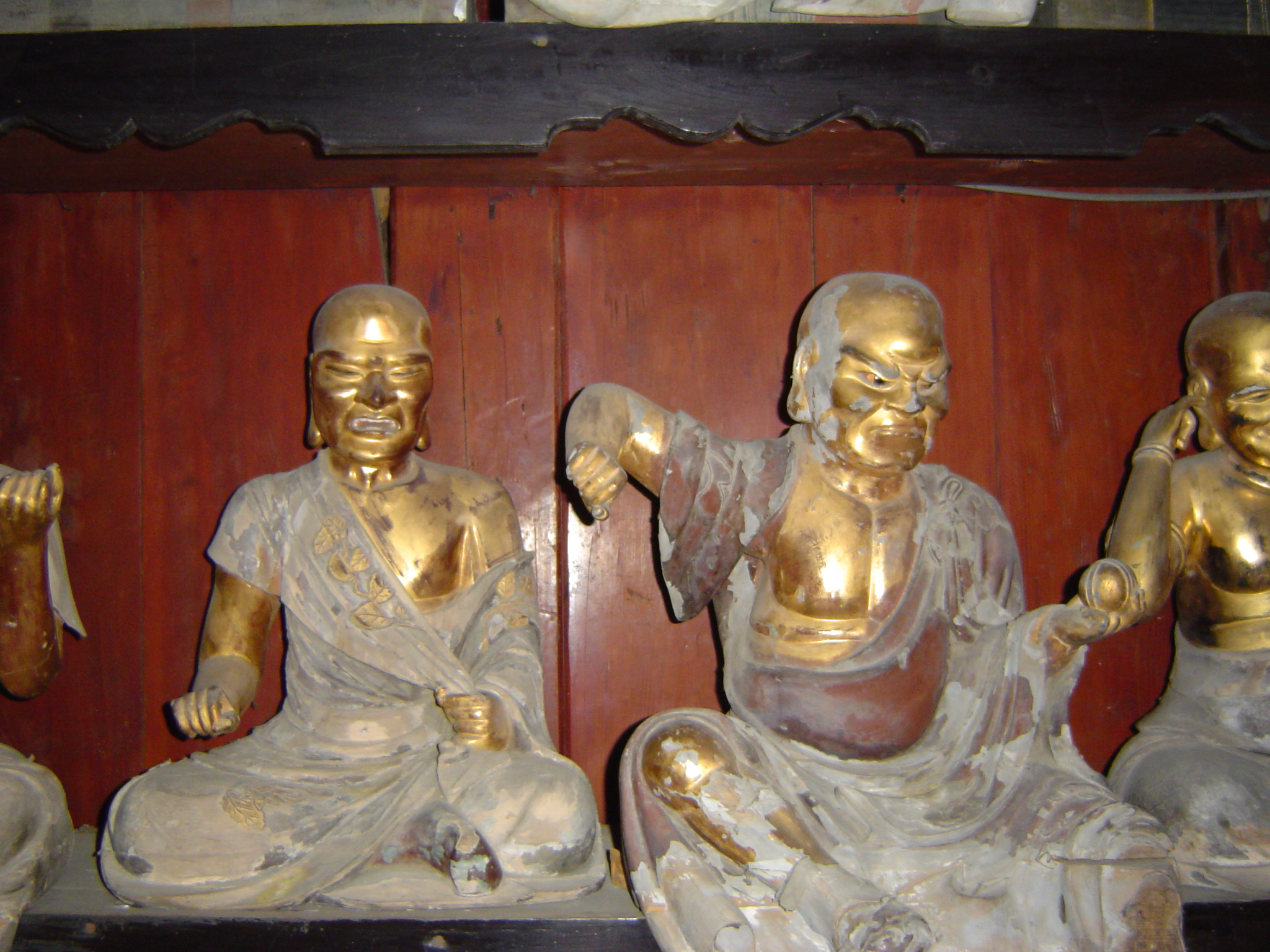
Détail du Hōon-ji.

- Le Hōon-ji 報恩寺, un temple bouddhique de l'école Sōtō, l'un des nombreux temples de Morioka, fut construit à Sannohe par le 13e daimyō du clan Nanbu, Moriyuki 南部守行, en 1394, et fut transféré à Morioka en 1601 par le 27e daimyō du même clan, Toshinao 南部利直. Il était considéré comme le principal temple parmi les 280 autres régentés par le clan Nanbu. Sa principale caractéristique est le Pavillon des Rakan, Rakandō 羅漢堂, construit en 1735 et reconstruit en 1858. La statue centrale Rushana-butsu aurait été édifiée par Kūkai. Les Gohyaku Rakan, c.-à-d. les cinq cents disciples du Bouddha, ont été sculptés à Kyoto et apportés plus tard à Morioka. Ils reposent sur une série de cinq rangées d'étagères qui s'étendent en carré tout autour de la pièce. Parmi les cinq cents statues, on peut voir celles de Marco Polo et de Kubilai Khan.

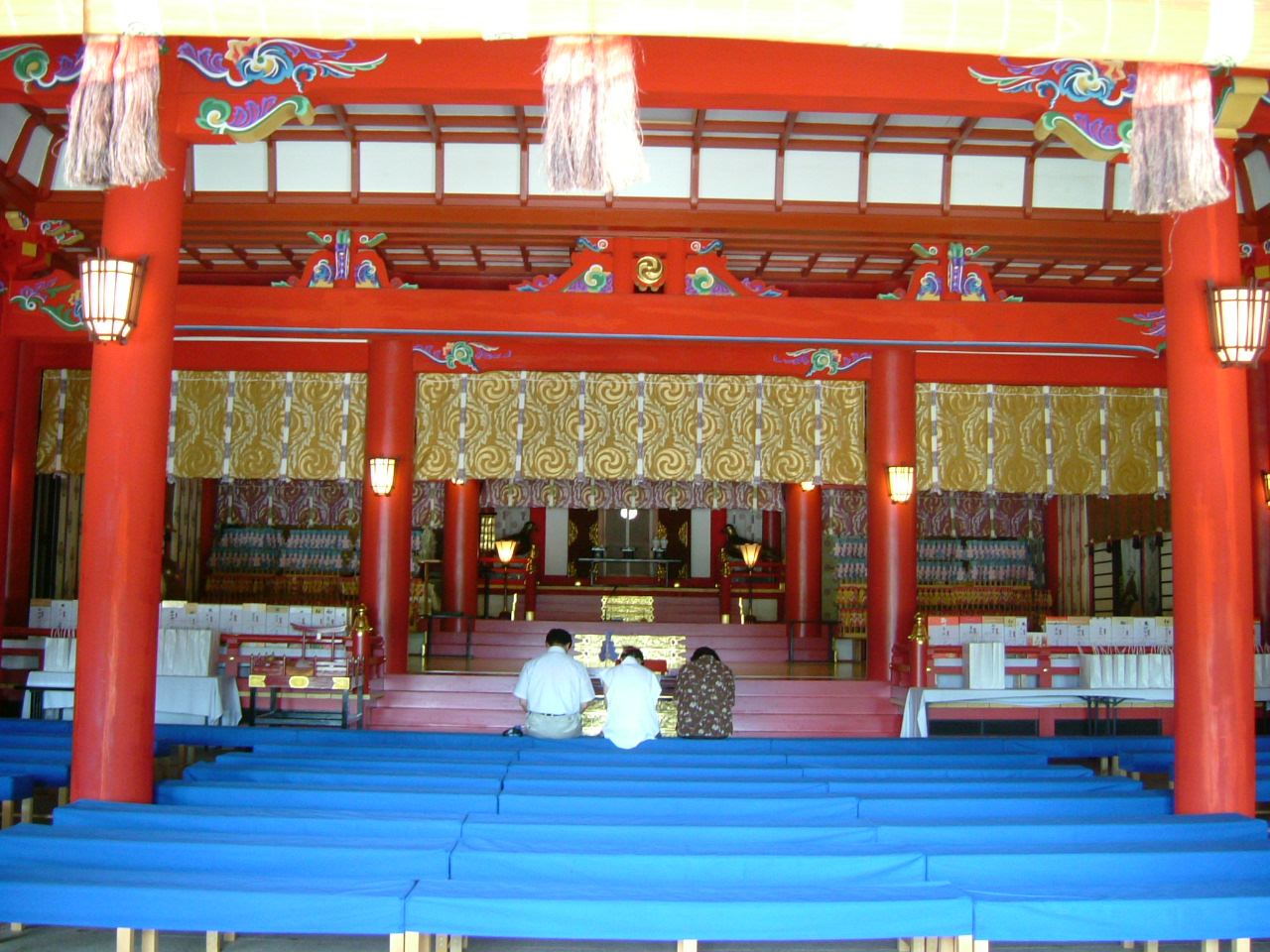
Sanctuaire shinto.

- Le sanctuaire des trois rochers ou Mitsuishi jinja 三ツ石神社 comporte trois grands rochers dans le sol entourés de chaînes qui symbolisent l'histoire de　« l'empreinte de la main du démon laissée dans la roche », oni no tegata 鬼の手形 — une légende expliquant le nom de la préfecture d'Iwate (iwa　« la roche » te « la main »). Si l'on en croit la légende, il existait un démon rasetsu qui tourmentait et harassait souvent les populations locales. Quand les gens prièrent pour obtenir la protection des divinités de Mitsu.ishi, le démon fut instantanément enchaîné aux rochers et dut faire la promesse de ne plus jamais tourmenter les populations. En signe de sa promesse, le démon laissa une empreinte de sa main sur l'un des rochers, donnant ainsi son nom à Iwate, qui signifie littéralement « main rocher ». De nos jours, on dit que l'empreinte de la main du démon est parfois visible après une averse. Le Mitsuishi jinja serait à l'origine de la Parade des 10 000 tambours réalisée au début du mois d'août. Les habitants y auraient dansé pour fêter l'emprisonnement du démon.
- Morioka Hachiman-gū, sanctuaire shinto.
- la façade style Meiji de l'ancien siège de la banque d'Iwate, Iwate ginkō 岩手銀行, faite de briques rouges et de granite. Elle a été restaurée en 1911.
- la maison des noces du poète Ishikawa Takuboku (1886–1912), Takuboku shinkon no ie 啄木新婚の家.
- l'ancienne École d'agriculture de Morioka, Morioka kōtō nōrin gakkō 盛岡高等農林学校, future Faculté d'agriculture de l'université d'Iwate, et son jardin botanique, situés sur le campus actuel de cette même université.

### Musées
- le musée préfectoral d'Iwate, Iwate kenritsu hakubutsukan 岩手県立博物館, contient plus de 30 000 documents et souvenirs historiques relatifs à la préfecture d'Iwate.
- le musée Hashimoto, Morioka Hashimoto bijutsukan 盛岡橋本美術館, expose une ancienne chaumière paysanne de style magariya, quelques toiles françaises et des œuvres de Hashimoto.

### Patrimoine naturel
- Morioka chūō kōmin kaikan 盛岡市中央公民館 est un jardin avec des plans d'eau, entourés de bâtiments anciens en bois, qui ont été déplacés de leurs emplacements originels pour les préserver. On peut notamment visiter la très belle maison de tissus Nakamura, Kyū nakamura-ke jūtaku 旧中村家住宅, qui été construite il y a plus de 130 ans. Les vendeurs d'étoffes Nakamura sont aussi connus sous le pseudonyme de Itoji 屋号.
- Iwate kōen 岩手公園 est un grand parc public, tracé à l'emplacement de l'ancien château, dont subsistent uniquement les remparts. Il borde la rivière Nakatsu.
- Ishiwari zakura 石割桜 est un célèbre et magnifique cerisier de plus de 360 ans, dont les racines se sont enfoncées dans un bloc de granite qu'elles ont brisé. Il se trouve dans un petit jardin devant le palais de justice.
- le très vaste étang de Takamatsu, Takamatsu no ike 高松の池, attire de nombreux promeneurs. On peut y voir de nombreux oiseaux migrateurs en hiver.

### Gastronomie

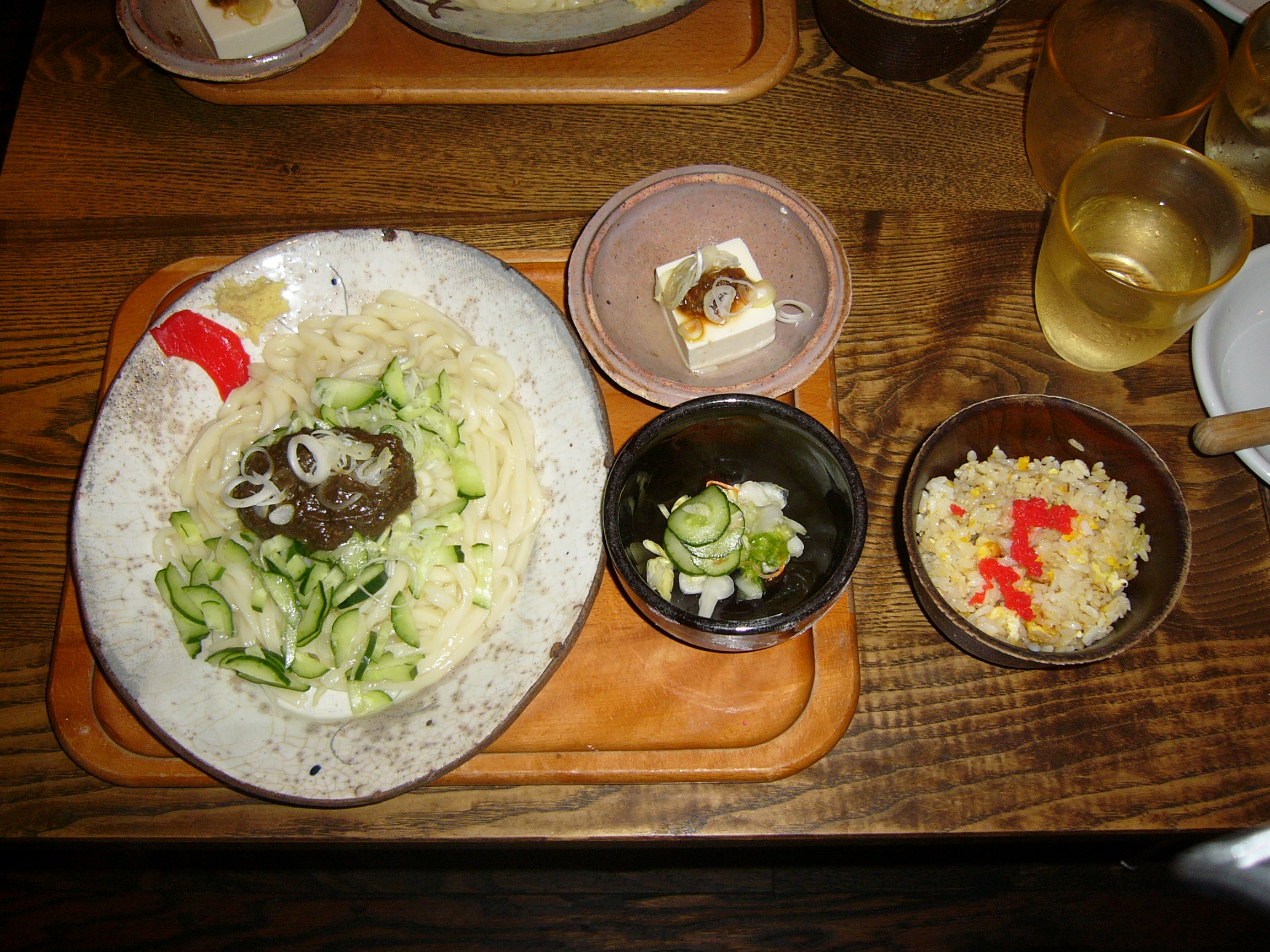
Spécialité locale : les jajamen.

La brasserie de nombreux sake (Les brasseurs de Nambu (南部杜氏, Nambu Tōji), étaient déjà connus avant l'époque d'Edo.) et ainsi que les produits laitiers de Koiwai (小岩井) (12 km. au N.-O. de Morioka) sont, avec la fonte, les principales industries prospères de la ville et de ses environs. 
Les spécialités culinaires de Morioka sont connues dans tout le Japon : 
- les trois types de nouilles de Morioka : les jajamen　(じゃじゃ麺), les morioka reimen (盛岡冷麺)　et les wankosoba (わんこそば) ;
- les produits laitiers de la ferme de Koiwai, réputés et distribués dans tout le pays. La visite de la ferme Koiwai Makiba-en (まきば園) constitue d'ailleurs une grande attraction touristique ;
- les Nambu senbei (南部煎餅), une variété de galette de riz.

### Événements

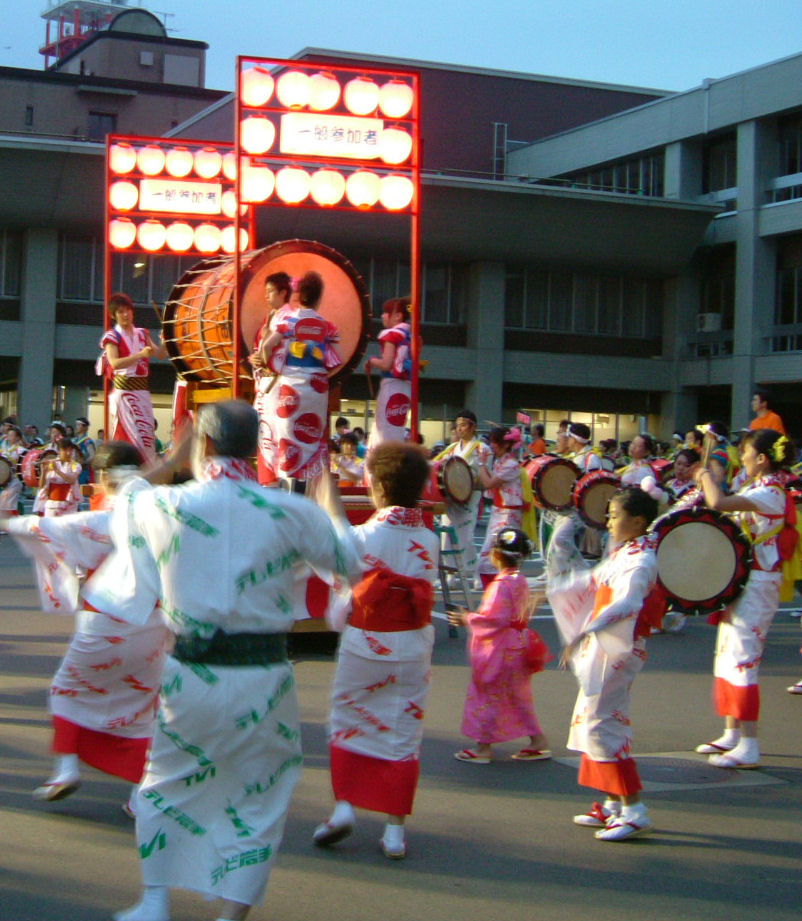
Le festival sansa odori.

- Le deuxième samedi de juin : la Parade des chevaux de trait (ちゃぐちゃぐ馬子, Chagu-chagu Umakko?), a lieu sur plus d'une quinzaine de kilomètres entre un sanctuaire du village de Takizawa, situé en banlieue N.-O. de Morioka, jusqu'au sanctuaire de Hachiman 八幡宮 qui se trouve dans la partie Est de la ville. Enfants et paysans des environs amènent leurs chevaux et leurs poulains richement caparaçonnés, afin de recevoir une bénédiction de longévité et éloigner les malheurs. Chagu-chagu serait l'onomatopée du bruit des multiples grelots placés sur les harnachements des chevaux au cours de la parade.
- Du 1er au 4 août : la Parade des 10 000 tambours, sansa odori (さんさ踊り?), au cours de laquelle dansent et défilent près de 33 000 participants répartis en 230 groupes pendant les quatre jours de fête. Des dizaines de milliers de citadins et des habitants de la préfecture d'Iwate paradent en kimono et certains groupes effectuent des danses folkloriques tout en portant les vêtements pour travailler les champs.
- Le 16 août, à l'occasion de la fin d'O-Bon, on célèbre la fête Funekko Nagashi (舟っ子流し?) au cours de laquelle on renvoie les mânes des ancêtres en livrant au courant du fleuve Kitakami des embarcations en papier de trois mètres de haut, auxquelles on met le feu.
- Du 14 au 16 septembre : créée en 1709, la fête d'automne de Morioka (盛岡秋まつり, morioka aki matsuri?) est l'occasion de défilés de 10 chars richement décorés. Chaque char est construit par les résidents de plusieurs quartiers de Morioka. Dès la fin de la période d'O-Bon, on commence à monter les chars et tous les habitants s'attachent aussi à jouer de la flûte et du tambour, dont les sons et le rythme rappellent celui de l'hayashi (囃子) de la fête de Gion à Kyoto.

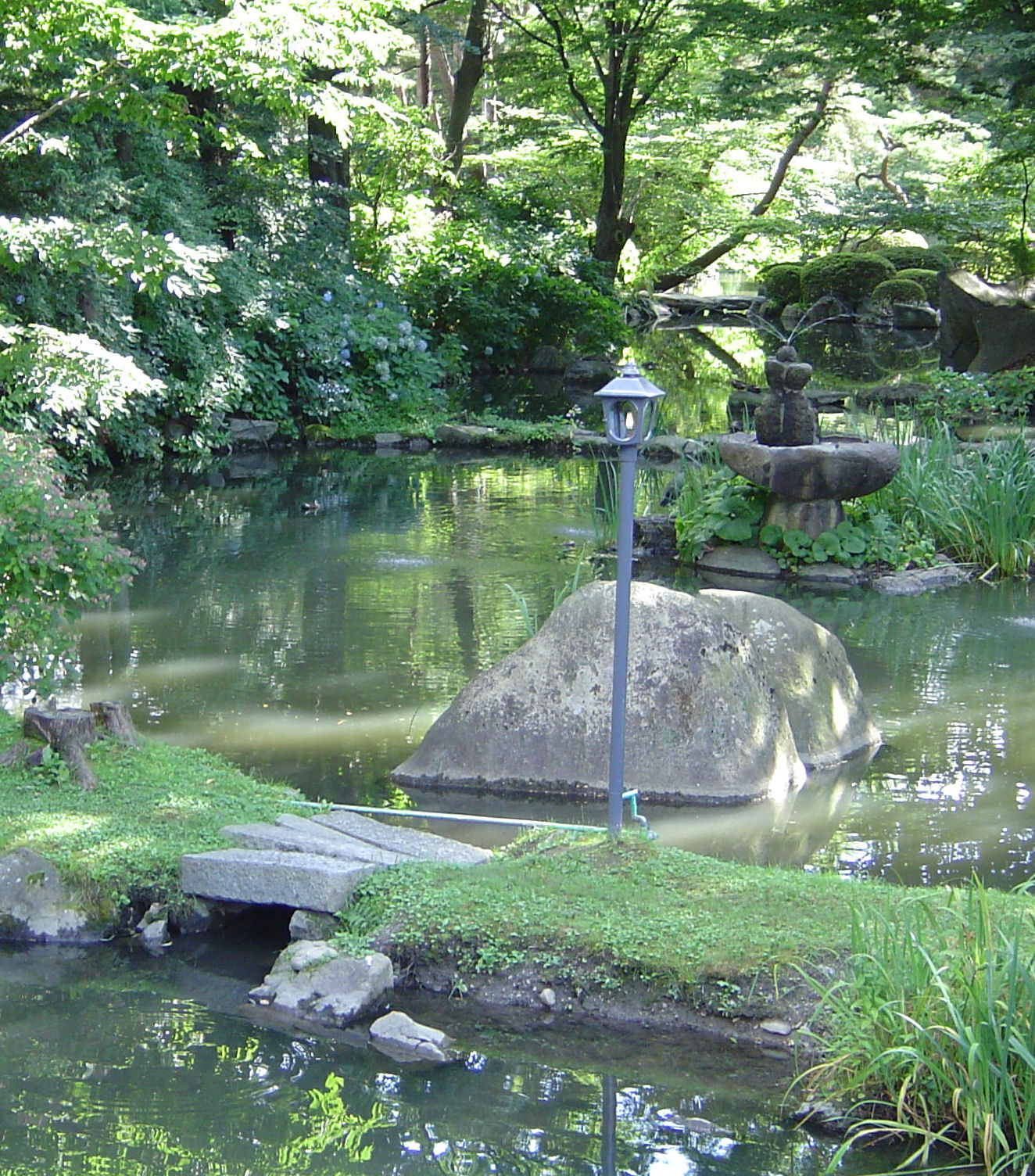
Le parc Iwate kōen.
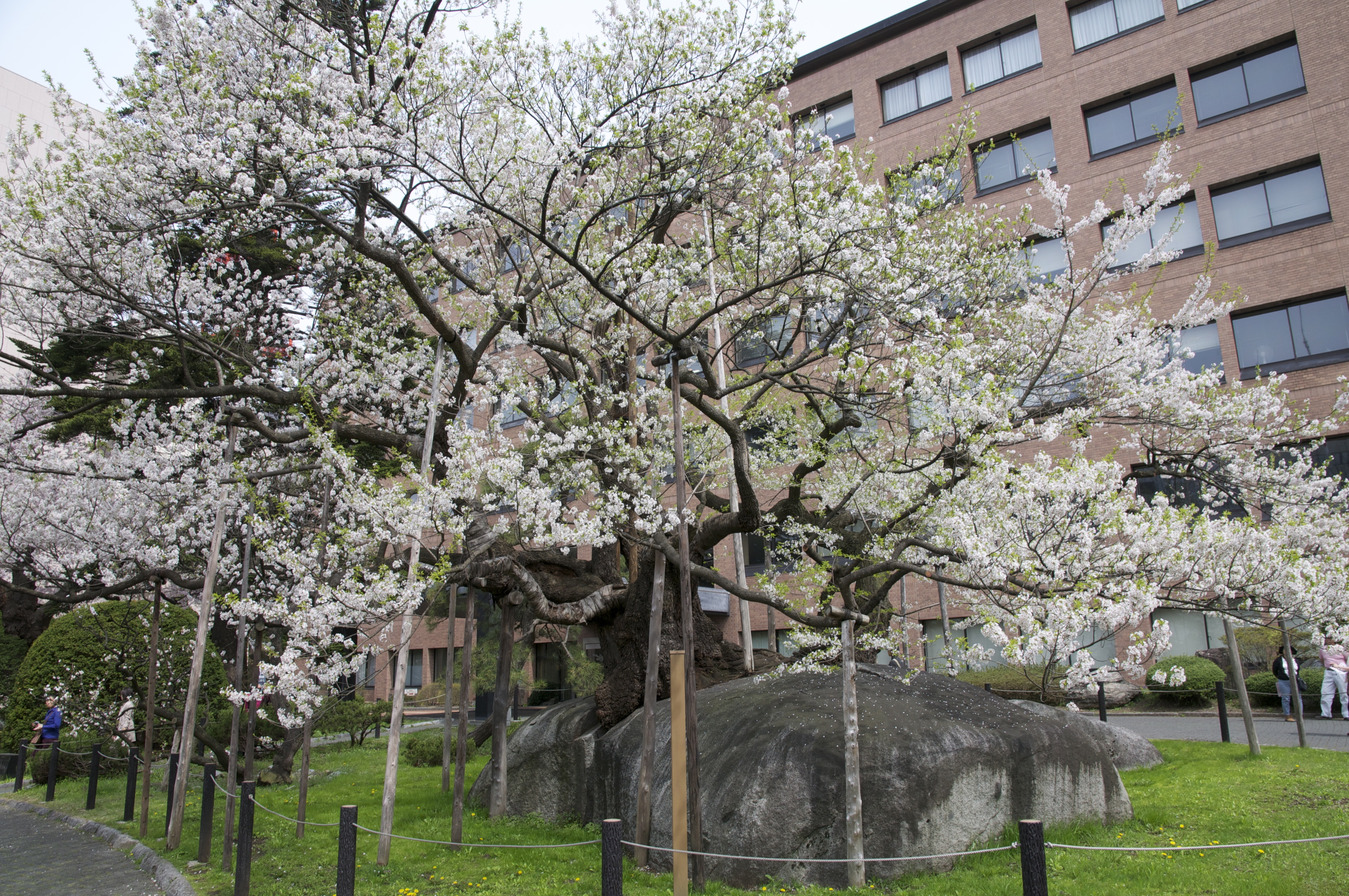
Ishiwari zakura.
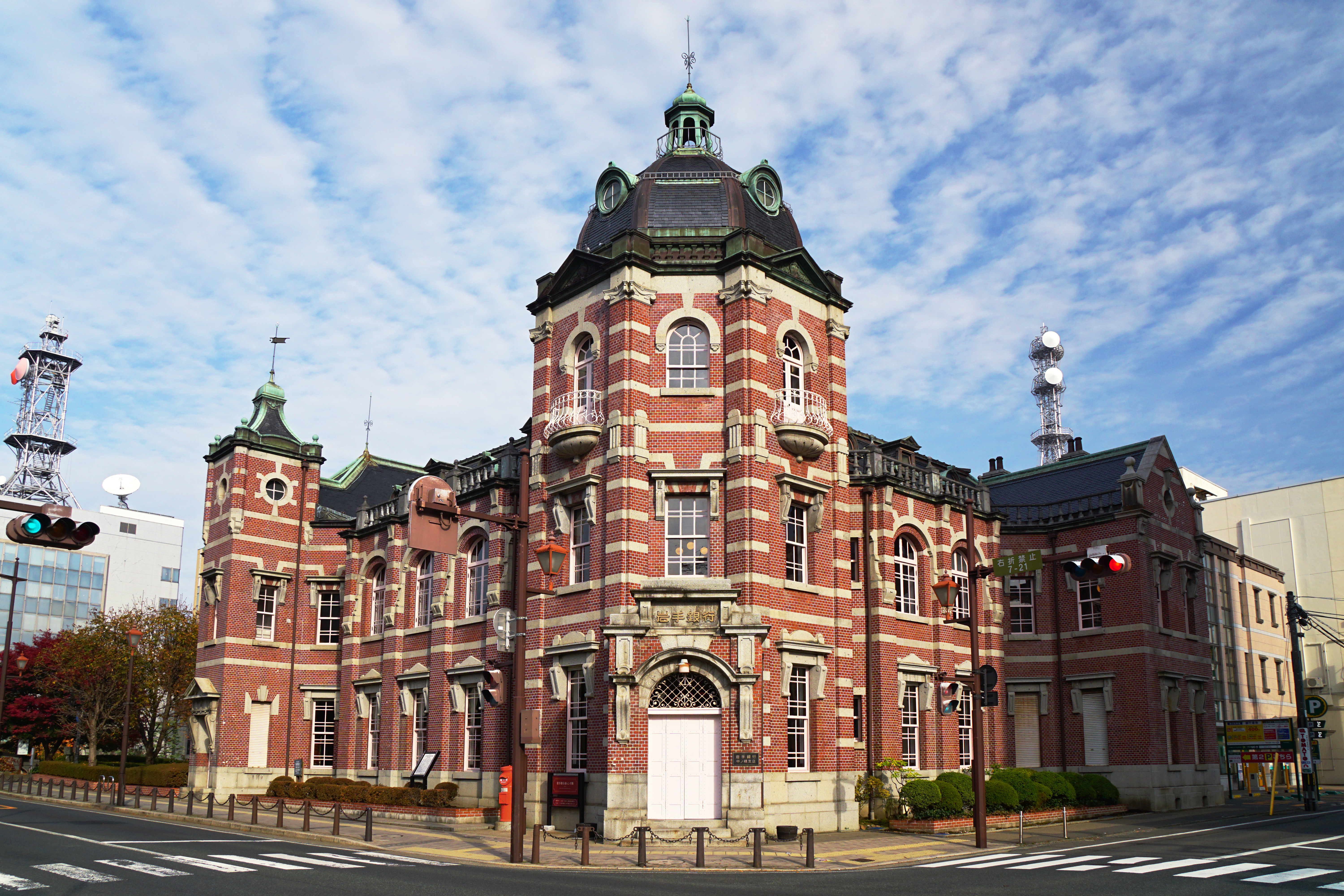
Iwate ginkō, façade de style Meiji.
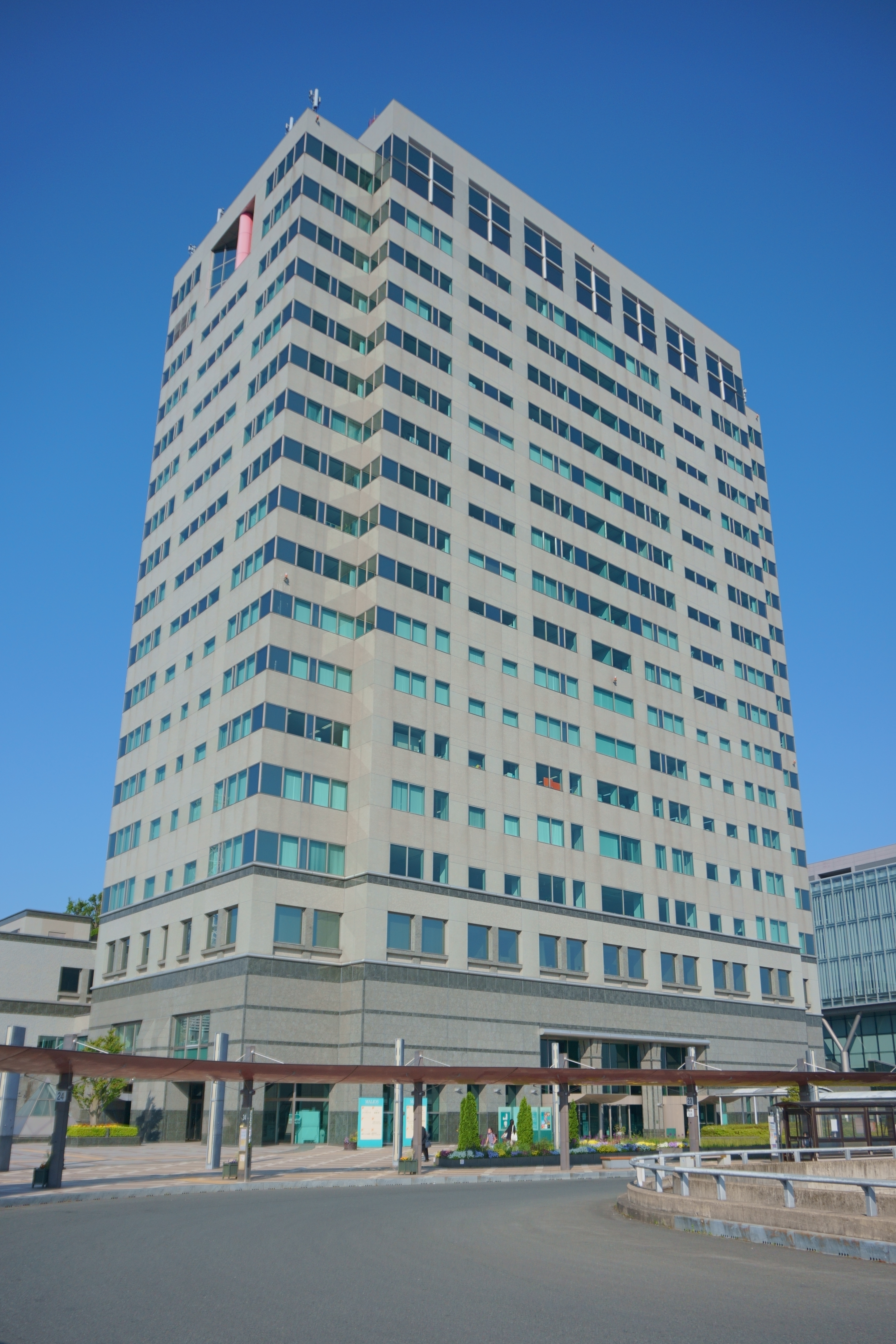
La tour Malios.

### Dans les environs
- Le village artisanal de Morioka (盛岡手づくり村, Morioka tezukuri mura?).
- La station thermale et de sports d'hiver d'Amihari (網張温泉, Amihari onsen?), sur les pentes du mont Iwate, à 35 km. de Morioka.
- La station thermale de Tsunagi (繋温泉, Tsunagi onsen?), à 2 km au sud.
- La ferme Koiwai Makiba-en.
- Le fort de Shiwa, dont les vestiges ont été retrouvés en 1976, est peu à peu reconstruit depuis 1993.

## Jumelage
Victoria (Canada) depuis 1985

## Personnalités liées à la municipalité

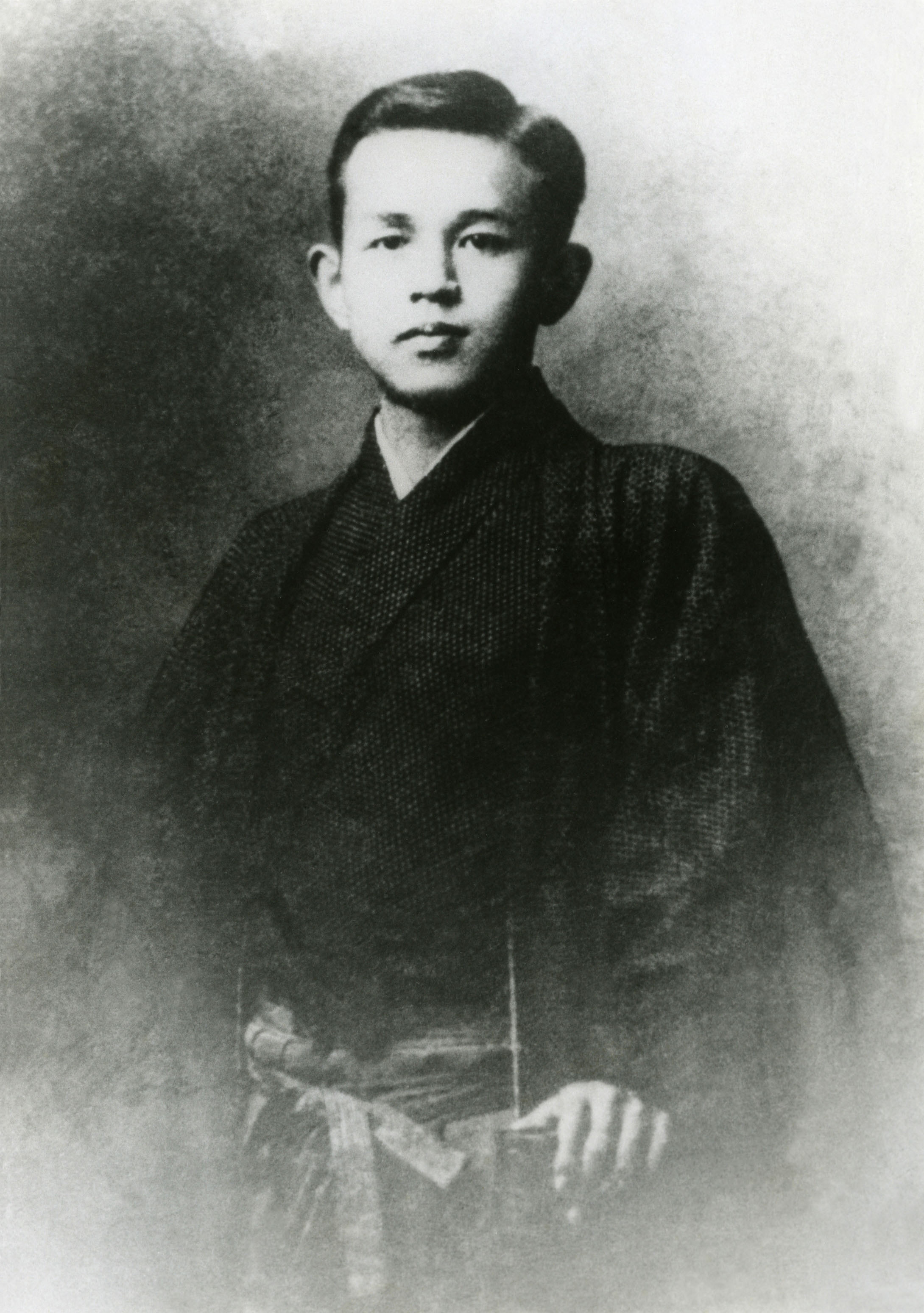
Portrait de Ishikawa Takuboku.

Auteurs :
- Ishikawa Takuboku ;
- Kenji Miyazawa ;
- Seison Yamaguchi.

Politiciens :
- Takashi Hara ;
- Inazo Nitobe ;
- Megumi Hirose
- Mitsumasa Yonai
- Hinako Takahashi

Catcheurs :
- Le Grand Sasuke ;
- Taka Michinoku.

Musiciens :
- Minako Ito ;
- Reika Sawafuji.

Acteurs :
- Koh Masaki
- Yōko Mihara

Réalisateurs :
- Keishi Ōtomo
- Shinji Sōmai